# Boscaswell
Boscaswell – wieś w Anglii, w Kornwalii. Leży 10 km na zachód od miasta Penzance i 418 km na zachód od Londynu.